# Juan "Xochimilca" González
Juan González, más conocido como Xochimilca, fue un futbolista mexicano. Surgió del Club Marte del Barrio del Algodonal, jugó en la Primera División con el Club Deportivo Guadalajara de 1961 a 1962 y en la Segunda División con el Club Deportivo Victoria (Cuerudos de Ciudad Victoria) de 1962 a 1963.
Su debut profesional fue el 14 de junio de 1961 en el partido Guadalajara - Atlante celebrado en el Estadio Jalisco, correspondiente a la primera jornada de la temporada 1961-62. En este encuentro, El Xochimilaca logró anotar dos goles, los cuales fueron suficientes para darle el triunfo a su equipo.
Su participación con el primer equipo del Guadalajara fue poca. Después de arreglar problemas contractuales con la directiva, los delanteros titulares del equipo Salvador Reyes y Héctor Hernández, regresaron a las canchas relegando a El Xochimilca al equipo de reservas.
Participó en dos encuentros del torneo de copa de esa misma temporada, el primero frente al Tampico el 17 de marzo de 1962, donde logró marcar un gol que después fue declarado como autogol de Chorejas Contreras. El segundo juego fue el 21 de marzo de 1962 contra el Monterrey, en este partido no pudo anotar gol, pero puso la asistencia para que Javier Valdivia anotara el único gol del Guadalajara.

## Clubes
| Club        | País   | Año         |
| ----------- | ------ | ----------- |
| Guadalajara | México | 1961 - 1962 |